# هوغو أين
هوغو أين (بالفرنسية: Hugo Aine)‏ (11 نوفمبر 1995 - ) هو لاعب كرة قدم فرنسي في مركز الوسط. شارك مع منتخب كورسيكا لكرة القدم. أما مع النوادي، فقد لعب مع نادي أجاكسيو.

## وصلات خارجية
- هوغو أين على موقع رابطة كرة القدم الفرنسية للمحترفين (الإنجليزية)
- هوغو أين على موقع قاعدة بيانات كرة القدم.إي يو (الإنجليزية)
- هوغو أين على موقع Soccerway.com (الإنجليزية)